# Dick Hanley
Dick Hanley (n. 19 februarie 1936, Evanston, Illinois, SUA – d. 11 mai 2022, Skokie⁠(d), Illinois, SUA) a fost un înotător ce a reprezentat Statele Unite ale Americii, medaliat olimpic. A participat la o ediție a Jocurilor Olimpice (1956) în care a câștigat două medalii de argint.